# Brook Islands
Brook Islands è un gruppo di quattro isole continentali situate nel mar dei Coralli lungo la costa del Queensland, in Australia. Si trova 30 km a nord-est della cittadina di Cardwell nella Rockingham Bay a nord di Hinchinbrook Island e a est di Goold Island. Le Brook Islands si trovano a metà strada tra le città di Cairns e Townsville.
Le isole, ad eccezione di South Island, costituiscono un parco nazionale (Brook Islands National Park) che copre 6,63 km² e si trovano all'interno della Parco marino della Grande barriera corallina (Great Barrier Reef World Heritage Area).

## Le isole
Le quattro isole del gruppo hanno una superficie complessiva di 0,9 km²; (da nord a sud) sono:
- North Island, l'isola maggiore, ha una superficie di 65 ha e un'altezza di 62 m[1].
- Tween Island, l'isola più piccola, con una superficie di 2 ha[3].
- Middle Island, ha una superficie di 5 ha[3].
- South Island, ha una superficie di 14 ha[3] e un'altezza di 42 m[1]

Un isolotto senza nome si trova tra Middle e South Island. A nord-ovest delle Brook Islands si trova il gruppo delle Family Islands.

### Fauna
Le isole supportano una colonia riproduttiva di oltre 40.000 piccioni imperiali di Torres e nutrite colonie di sterna del Ruppel, sterna dalle redini, sterna nucanera, fraticello e sterna di Dougall.; è presente anche l'occhione maggiore australiano.
Le isole sono state identificate come Important Bird and Biodiversity Area (IBA)  per l'importanza dell'habitat dei piccioni imperiali di Torres e delle sterne del Ruppel.

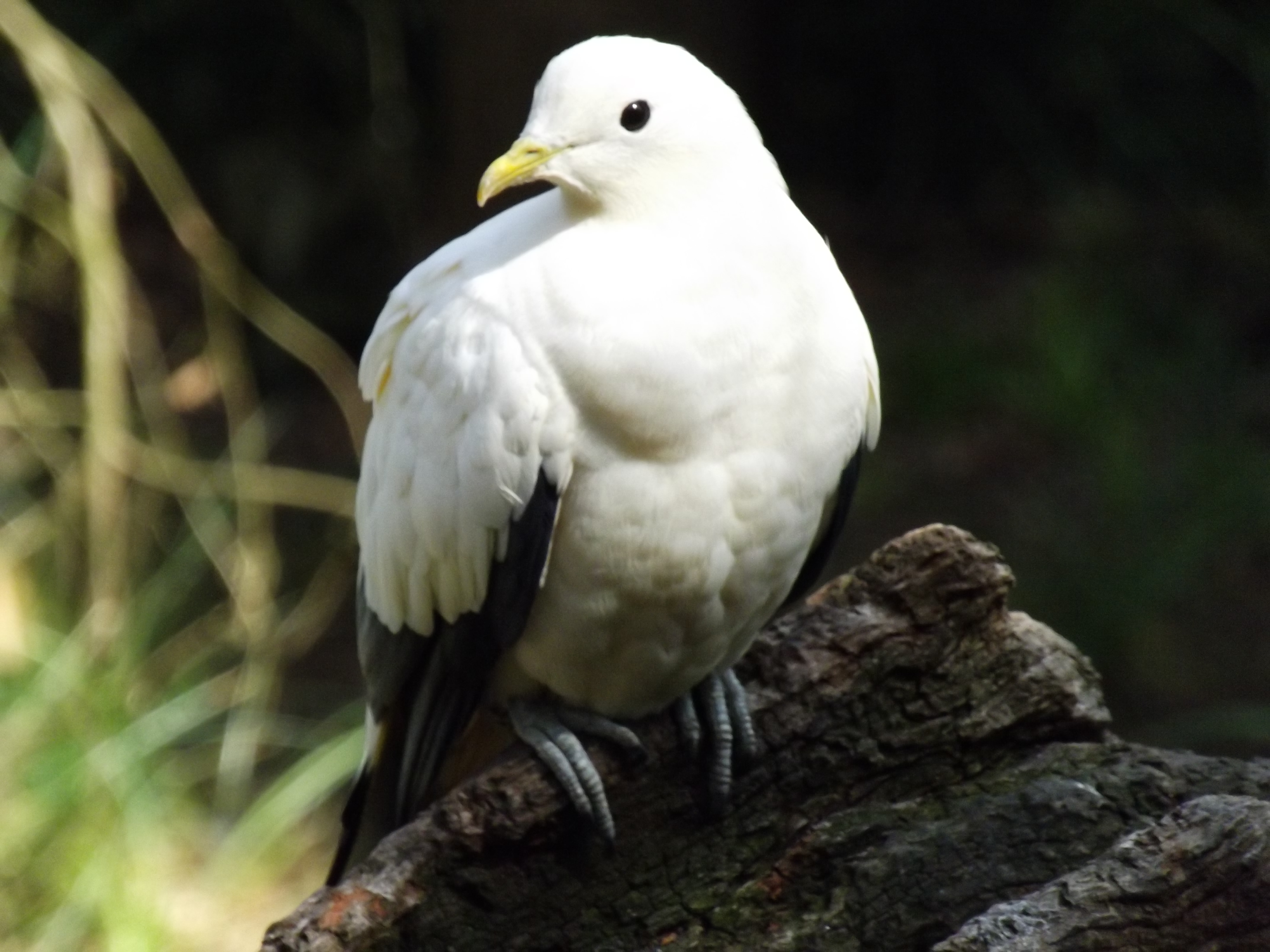
Il piccione imperiale di Torres